# Ron Cephas Jones
Ron Cephas Jones (Paterson, 8 de janeiro de 1957 – 19 de agosto de 2023) foi um ator americano. Mais conhecido por seu papel na série dramática This Is Us, que lhe rendeu duas indicações consecutivas ao Primetime Emmy, ganhando uma de Melhor Ator Convidado em Série Dramática em 2018. Jones também apareceu em diversas outras séries e filmes como Half Nelson, Mr. Robot (Temporadas 1–2) e Luke Cage.
Jones morreu aos 66 anos em 19 de agosto de 2023 devido a um problema pulmonar.

## Filmografia

### Cinema
| Ano  | Título                                 | Papel         | Notas          |
| ---- | -------------------------------------- | ------------- | -------------- |
| 1994 | Murder Magic                           | Buddy Dixon   |                |
| 1996 | Naked Acts                             | Joel          |                |
| 1998 | He Got Game                            | Bowell        |                |
| 1999 | Sweet and Lowdown                      | Alvin         |                |
| 2001 | Little Senegal                         | Westley       |                |
| 2001 | A Day in Black and White               | Mustafa       |                |
| 2002 | Paid in Full                           | Ice           |                |
| 2004 | Anonymous                              | Frank         | Curta-metragem |
| 2004 | The Ballad of Pinto Red                | Earl House    | Curta-metragem |
| 2005 | Preaching to the Choir                 | Pug           |                |
| 2006 | Half Nelson                            | Lloyd Dickson |                |
| 2007 | Across the Universe                    | Pantera negra |                |
| 2010 | Ashes                                  | Floyd         |                |
| 2012 | Watching TV with the Red Chinese       | Little        |                |
| 2013 | Titus                                  | Titus         |                |
| 2014 | Glass Chin                             | Ray Ellington |                |
| 2014 | National Theatre Live: Of Mice and Men | Crooks        |                |
| 2018 | Dog Days                               | Walter        |                |
| 2018 | Venom                                  | Jack          | Não creditado  |
| 2018 | The Holiday Calendar                   | Gramps        |                |
| 2019 | Dolemite Is My Name                    | Ricco         |                |

### Televisão
| Ano       | Título                       | Papel                      | Notas                                                                      |
| --------- | ---------------------------- | -------------------------- | -------------------------------------------------------------------------- |
| 1996      | Law & Order                  | Frank Doyle                | Episódio: "Slave"                                                          |
| 1996      | New York Undercover          | James Farris               | Episódio: "Blue Boy"                                                       |
| 1997      | NYPD Blue                    | Jess                       | Episódio: “All‘s Well That Ends Well“                                      |
| 1997      | Law & Order                  | Roland Books               | Episódio: "Entrapment"                                                     |
| 1999      | Double Platinum              | Jean Claude                | Telefilme                                                                  |
| 2003      | Word of Honor                | Ramon Detonq               | Telefilme                                                                  |
| 2006      | Law & Order: Criminal Intent | Reggie Banks               | Episódio: "Dramma Giocoso"                                                 |
| 2008      | A Raisin in the Sun          | Willy Harris               | Telefilme                                                                  |
| 2012      | NYC 22                       | Arthur Anson               | Episódio: "Schooled"                                                       |
| 2013      | Low Winter Sun               | Reverendo Lowdown          | 3 episódios                                                                |
| 2014      | The Blacklist                | Dr. James Covington        | Episódio: "Dr. James Covington (No. 89)"                                   |
| 2015      | Banshee                      | Frazier                    | 2 episódios                                                                |
| 2015–2016 | Mr. Robot                    | Romero                     | 8 episódios                                                                |
| 2016–2017 | The Get Down                 | Winston Kipling            | 5 episódios                                                                |
| 2016–2018 | Luke Cage                    | Bobby Fish                 | 13 episódios                                                               |
| 2016–2022 | This Is Us                   | William "Shakespeare" Hill | Elenco principal (1.ª temporada); Recorrente (temporadas 2–6) 43 episódios |
| 2019      | Looking for Alaska           | Dr. Hyde                   | 8 episódios                                                                |
| 2019-2023 | Truth Be Told                | Leander "Shreve" Scoville  | 18 episódios                                                               |
| 2021      | Amphibia                     | Captain Aldo (voz)         | Episódio: "Barrel's Warhammer"                                             |
| 2021      | Lisey's Story                | Professor Dashmiel         | Minissérie                                                                 |
| 2021-2023 | Law & Order: Organized Crime | Leon Kilbride              | Recorrente (2.ª temporada) 7 episódios                                     |
| 2022      | Better Things                | Ron                        | Recorrente (5.ª temporada) 3 episódios                                     |

### Jogos eletrônicos
| Ano  | Título        | Papel       | Notas |
| ---- | ------------- | ----------- | ----- |
| 2018 | Madden NFL 19 | Earl Coates |       |

## Prêmios e indicações
| Ano  | Prêmio                               | Categoria                                                                                    | Nomeação   | Resultado |
| ---- | ------------------------------------ | -------------------------------------------------------------------------------------------- | ---------- | --------- |
| 2017 | 14th Gold Derby Awards               | Best Drama Supporting Actor                                                                  | This Is Us | Indicado  |
| 2017 | 1st Black Reel Awards for Television | Outstanding Supporting Actor, Drama Series                                                   | This Is Us | Venceu    |
| 2017 | 69th Primetime Emmy Awards           | Emmy do Primetime de melhor ator coadjuvante em série dramática                              | This Is Us | Indicado  |
| 2017 | 21st OFTA Television Awards          | Best Supporting Actor in a Drama Series                                                      | This Is Us | Indicado  |
| 2018 | 24th Screen Actors Guild Awards      | Prémio Screen Actors Guild para melhor elenco em série de drama (compartilhado com o elenco) | This Is Us | Venceu    |
| 2018 | 15th Gold Derby Awards               | Best Drama Guest Actor                                                                       | This Is Us | Indicado  |
| 2018 | 2nd Black Reel Awards for Television | Outstanding Guest Actor, Drama Series                                                        | This Is Us | Venceu    |
| 2018 | 70th Primetime Emmy Awards           | Emmy do Primetime de melhor ator convidado numa série de drama                               | This Is Us | Venceu    |